# Pseudocorticus blairi
Pseudocorticus blairi là một loài bọ cánh cứng trong họ Zopheridae. Loài này được Hinton miêu tả khoa học năm 1935.